# Сасикколь (озеро)
Сасикколь (в перекладі — Гниле озеро, каз. Сасықкөл) — озеро в Казахстані, на схід від озера Балхаш. Розташовано в Балхаш-Алакольській улоговині на висоті 347 м. Площа 736 км² (при високому рівні), середня глибина 3,3 м, найбільша — 4,7 м. Береги низовинні, зарослі очеретом. Живлення змішане. Коливання рівня до 3 м. Замерзає в листопаді, розкривається на початку квітня. У озеро впадають річки Тентек і Каракол; із Сасикколя вода по протоках поступає в озеро Уяли.